# 卡丽娜·福格特
卡丽娜·福格特（德語：Carina Vogt，1992年2月5日—），德国女子跳台滑雪运动员。她曾代表德国参加2014年和2018年冬季奥林匹克运动会跳台滑雪比赛，获得一枚金牌。